# B&B Hotels - KTM
B&B Hotels-KTM is een voormalige Franse wielerploeg die in 2018 haar debuut maakte in het peloton als Vital Concept. In 2018 en 2019 was het een pro-continentale wielerploeg (PCT). In 2020 kreeg het een dit seizoen geïntroduceerde UCI ProTeam-licentie.
Hoofdsponsor Vital Concept, een distributeur van landbouwartikelen uit Bretagne, was in het seizoen 2016 co-sponsor van een ander Frans wielerteam: Fortuneo-Vital Concept. In juli 2017 werd bekend dat Vital Concept met ingang van 2018 zijn eigen team zou oprichten onder leiding van oud-wielrenner Jérôme Pineau. Dat jaar was het bedrijf Alphatech co-sponsor. In 2019 werd B&B Hotels co-sponsor en ging het team verder als Vital Concept-B&B Hotels en voor 2020 werden de rollen omgedraaid en is het actief als B&B Hotels-Vital Concept p/b KTM. In 2021 verdween Vital Concept als naamsponsor en werd de teamnaam B&B Hotels p/b KTM, in 2022 B&B Hotels-KTM. KTM is de leverancier van de fietsen.
Begin december 2022 raakte bekend dat de ploeg ermee moest ophouden nadat ze er niet in slaagden om de sponsoring rond te krijgen.

## Staf
| Voormalig 0 | 2022 Jérôme Pineau (2018-2022) Didier Rous (2018-2022) Yvonnick Bolgiani (2018-2022) Jimmy Engoulvent \|(2018-2022) Gilles Pauchard (2018-2020, 2022) Samuel Dumoulin (2022) |

## Renners
| Voormalige Erwann Corbel (2018) Tanguy Turgis (2018) Yoann Bagot (2018-2019) Corentin Ermenault \|(2018-2019) Marc Fournier (2018-2019) Steven Lammertink (2018-2019) Lorrenzo Manzin (2018-2019) Patrick Müller (2018-2019) Jimmy Turgis (2019-2020) * Kris Boeckmans (2018-2020) Arnaud Courteille (2018-2020) Adrien Garel (2018-2020) Johan Le Bon (2018-2020) Justin Mottier (2018-2020) Arthur Vichot (2019-2020) Tom-Jelte Slagter (2020) Bryan Coquard (2018-2021) Bert De Backer (2018-2021) Quentin Pacher (2018-2021) Kévin Reza (2018-2021) Jonas Van Genechten (2018-2021) Maxime Cam (2019-2021) Frederik Backaert (2020-2021) Nicola Bagioli (2021) | 2022 Jérémy Lecroq (2018-2022) Julien Morice (2018-2022) Cyril Gautier (2019-2022) Pierre Rolland (2019-2022) Cyril Barthe (2020-2022) Maxime Chevalier (2020-2022) Jens Debusschere (2020-2022) Luca Mozzato (2020-2022) Sebastian Schönberger (2020-2022) Alan Boileau (2021-2022) Franck Bonnamour (2021-2022) Thibault Ferasse (2021-2022) Jonathan Hivert(2021-2022) Quentin Jauregui (2021-2022) Cyril Lemoine (2021-2022) Eliot Lietaer (2021-2022) Pierre Barbier (2022) Alexis Gougeard (2022) Miguel Heidemann (2022) Victor Koretzky (2022) Adrien Lagrée (2022) Axel Laurance (2022) Raphael Parisella (2022) Jordi Warlop (2022) |

* Jimmy Turgis: gestopt per 10 februari 2020

### Stagiairs
| Gaëtan Lemoine (2018) Maxime Chevalier (2018, 2019) Alan Boileau (2019) David Rivière (2019) Florian Dauphin (2021) Adrien Lagrée (2021) Axel Laurance (2021) |

## Overwinningen
| 2018 1e etappe Ronde van Sharjah: Julien Morice 1e etappe Ronde van Oman: Bryan Coquard Grote Prijs van Lillers: Jérémy Lecroq 4e etappe Vierdaagse van Duinkerke: Bryan Coquard | 5e etappe Ronde van België: Bryan Coquard 5e etappe Ronde van Savoie-Mont Blanc: Quentin Pacher 4e etappe Ronde van de Limousin: Lorrenzo Manzin Omloop van het Houtland: Jonas Van Genechten |

| 2019 4e etappe La Tropicale Amissa Bongo: Lorrenzo Manzin 7e etappe La Tropicale Amissa Bongo: Lorrenzo Manzin 1e etappe Ster van Bessèges: Bryan Coquard Volta Limburg Classic: Patrick Müller 2e etappe Ronde van de Sarthe: Bryan Coquard Eindklassement Ronde van Bretagne: Lorrenzo Manzin | Grand Prix de la Somme: Lorrenzo Manzin 4e etappe Vierdaagse van Duinkerke: Bryan Coquard Grote Prijs Marcel Kint: Bryan Coquard 3e etappe Boucles de la Mayenne 5e etappe Ronde van België: Bryan Coquard Grand Prix Pino Cerami: Bryan Coquard 2e etappe Arctic Race of Norway: Bryan Coquard |

| 2020 Malaysian International Classic Race: Johan Le Bon 1e etappe Route d'Occitanie: Bryan Coquard | 3e etappe Ronde van Savoie-Mont Blanc: Pierre Rolland Eind-, punten- en bergklassement Ronde van Savoie-Mont Blanc: Pierre Rolland |

| 2021, 2022 zie jaarpagina B&B Hotels p/b KTM/2021, B&B Hotels-KTM/2022 |

## Grote rondes
| Jaar | Ronde van Italië   | Ronde van Italië | Ronde van Frankrijk  | Ronde van Frankrijk | Ronde van Spanje   | Ronde van Spanje |
| Jaar | hoogste klassering | etappewinst      | hoogste klassering   | etappewinst         | hoogste klassering | etappewinst      |
| ---- | ------------------ | ---------------- | -------------------- | ------------------- | ------------------ | ---------------- |
| 2021 | Geen deelname      | Geen deelname    | 22e Franck Bonnamour |                     | Geen deelname      | Geen deelname    |
| 2022 | Geen deelname      | Geen deelname    | 34e Franck Bonnamour |                     |                    |                  |